# 혜초
혜초(慧超/惠超, 704년~787년)는 신라의 고승으로, 787년에 중국의 오대산(五臺山) 건원보리사(乾元菩提寺)에서 입적하였다. 그의 인도기행문인 《왕오천축국전(往五天竺國傳)》이 1908년 발견되어 동서교섭사 연구에 귀중한 사료로 평가되고 있다.

## 생애
혜초의 생애에 관해서는 오랫동안 미궁 속에 빠져 있다가 근세에 와서야 비로소 그 대략적인 면모가 밝혀지기 시작했다. 지난 세기 초 그의 여행기 《왕오천축국전》이 발견된 것을 계기로 오늘날까지 그의 생애는 약력 정도만 그 윤곽이 드러나고 있다.
일찍이 당나라에 건너가 719년(성덕왕 18) 남인도(南印度)의 밀교승(密敎僧) 금강지(金剛智)에게 불도를 배웠다. 바닷길로 인도에 이르러 사대령탑(四大靈塔) 등의 모든 성적(聖蹟)을 순례하고, 오천축국(五天竺國) 등 40여 개국을 거쳐 727년(성덕왕 26) 당나라 장안(長安)에 돌아왔다. 여기서 기행문인 《왕오천축국전(往五天竺國傳)》 3권을 지었으나 전하지 않았는데 1906년에서 1909년 사이에 프랑스의 학자 폴 펠리오(Pelliot)가 중국 간쑤 성 지방을 탐사하다가 둔황 석굴에서 구매한 앞뒤가 떨어진 책 2권을 발견함으로써 비로소 세상의 빛을 보게 되었다.
우선 혜초의 고국은 여행기가 발견된 지 7년 후인 1915년에 처음으로 일본의 종교학자인 다카쿠스 준지로(일본어: 高楠順次郎)와, 일본의 승려이자 니시혼간지의 세습 주지인 오타니 고즈이(大谷光瑞)에 의해 밝혀졌다. 그 전에는 다만 그가 밀교승으로 불공(不空, Amoghavajra, 705~774) 삼장의 제자라는 것만 알려졌을 뿐, 그의 출신지는 미지로 남아 있었다. 다카쿠스 준지로는 당대 밀교 최성기의 중요 문헌인 원조(圓照)의 《대종조증사공대판정광지삼장화상표제집》(代宗朝贈司空大瓣正廣智三藏和尙表制集) 속에 수록되어 있는 사료를 인용하여, 혜초는 신라인으로서 유년기에 당나라에 들어가 중국 밀종(密宗)의 시조인 금강지(金剛智, Vajrabodhi, 671~741) 삼장을 사사하고 불경의 한역에 지대한 공헌을 하였다고 고증하였다.
《왕오천축국전》에 의하면 혜초는 여행을 마치고 787년까지 당나라의 오대산(五臺山)의 금강지 대공삼장(大空三藏)의 역장(譯場)에서 54년 동안 지내면서 많은 불경을 번역하였다.

## 왕오천축국전
혜초가 언제 중국으로 건너갔는지는 기록이 나오지 않으며, 20대가 되자마자 723년에 당나라의 광저우에서 시작해 수마트라와 스리랑카, 인도 전역과, 북서부 이란(니샤푸르), 우즈베키스탄과 아프가니스탄, 파미르 고원 부근 그리고 카슈가르라 불리는 카슈가르(喀什, 그 당시의 소륵국(疏勒國))와 이곳 쿠차(庫車, 그 당시의 구자국(龜玆國))를 마지막으로 하는 그의 8년간의 여행기를 기초로 《왕오천축국전》을 썼다.
《왕오천축국전》의 내용대로라면, 혜초는 한반도 태생의 사람으로는 최초로 이슬람 문명권을 다녀온 사람이다.

## 같이 보기
- 왕오천축국전